# Zhendu (sockenhuvudort i Kina, Jiangxi Sheng, lat 28,20, long 114,60)
Zhendu är en sockenhuvudort i Kina. Den ligger i provinsen Jiangxi, i den sydöstra delen av landet, omkring 140 kilometer sydväst om provinshuvudstaden Nanchang. Antalet invånare är 9 904. Befolkningen består av 4 695 kvinnor och 5 209 män. Barn under 15 år utgör 21,0 %, vuxna 15-64 år 69 %, och äldre över 65 år 9,0 %.
Runt Zhendu är det ganska tätbefolkat, med 248 invånare per kvadratkilometer. Närmaste större samhälle är Tianxin, 7,5 km söder om Zhendu. Trakten runt Zhendu består till största delen av jordbruksmark.
Genomsnittlig årsnederbörd är 2 214 millimeter. Den regnigaste månaden är maj, med i genomsnitt 382 mm nederbörd, och den torraste är oktober, med 45 mm nederbörd.